# (9012) Benner
(9012) Benner est un astéroïde de la ceinture principale.

## Description
(9012) Benner est un astéroïde de la ceinture principale. Il fut découvert le 26 octobre 1984 à la station Anderson Mesa par Edward L. G. Bowell. Il présente une orbite caractérisée par un demi-grand axe de 2,88 UA, une excentricité de 0,31 et une inclinaison de 5,1° par rapport à l'écliptique.

## Compléments